# Данилида
Данилида (греч. Δανιηλίς, Даниэлис, годы расцвета — IX век н. э.) была овдовевшей византийской дворянкой из Патр. Согласно письменной традиции (продолжающейся традиции Феофана) она была чрезвычайно богатой землевладелицей, владевшей значительной частью Пелопоннеса, а также процветающей ковровой и текстильной промышленностью. Однако Илиас Анагностакис утверждал, что повествование о Данилиде не просто преувеличено, но в значительной степени вымышлено. Её отношения с Василием I были созданы по образу между царём Соломоном и царицей Савской, с одной стороны, и визитом Александра Великого в Кандаке (о котором говорится в романе об Александре), с другой. Этот вымысел, наряду с другими чудесными историями, рассказанными о Василии в этом тексте, должно было утвердить его легитимность и героический статус в сфере романтических басен и библейских параллелей (он также был потомком Александра и стремился соперничать с Соломоном в качестве строителя).
В её поместье, которое она в конце концов завещала императору Льву VI, поместье, «превышающее любое личное состояние и едва ли уступающее правителю», входило 80 владений и более 3000 рабов, которых император послал в качестве колонистов в южную Италию.
Данилида познакомилась с будущим императором Василием I Македонским во время своего визита в Патры, когда он ещё был прислужником императорского делегата. По той или иной причине Данилида предложила Василию щедрые дары и земельную собственность, которые пригодились ему в последующем восхождении на императорский престол. Она также отправилась в Константинополь с большой свитой, чтобы навестить Василия после того, как он стал императором, что в хрониках описывается как экстравагантное путешествие. Её верность трону была вознаграждена титулом Королевской Матери (Басилеометор). Она пережила Василия I и назвала своим наследником сына Василия Льва VI Мудрого. Лев освободил 3000 своих рабов и отправил их поселиться в Южной Италии.

## Использованная литература
- Католическая энциклопедия. Византийская империя.  Архивная копия от 8 октября 2021 на Wayback Machine
- Основание эллинского мира. Средневизантийский период: масштабное владение.  Архивная копия от 16 октября 2021 на Wayback Machine
- Рансимен, Стивен (1966). Византийская цивилизация, Эдвард Арнольд (издательство) Ltd.